# 吉野町 (神奈川県)
吉野町（よしのまち）は、神奈川県津久井郡に存在した町。現在の相模原市緑区北西部に位置した。
本項では町制前の自治体である吉野駅（よしのえき）についても記す。

## 地理
- 山：陣馬山、鷹取山
- 川：相模川、沢井川、境川

## 歴史
- 1889年（明治22年）4月1日 - 町村制の施行により吉野村が単独で自治体を形成して吉野駅が発足。小淵村、沢井村との町村組合が発足し、組合役場を大字吉野に設置。
- 1913年（大正2年）4月1日 - 町制施行。
- 1954年（昭和29年）7月15日 - 小淵村・沢井村と合併し、改めて吉野町が発足。
- 1955年（昭和30年）7月20日 - 佐野川村・日連村・名倉村・牧野村と合併して藤野町が発足。同日吉野町廃止。
- 2007年（平成19年）3月11日 - 藤野町が相模原市に編入。
- 2010年（平成22年）4月1日 - 相模原市が政令指定都市に移行し、旧村域が緑区となる。

## 交通

### 鉄道路線
- 日本国有鉄道（現東日本旅客鉄道）
  - 中央本線：藤野駅

### 道路
- 国道20号（甲州街道）

## 村長
- 吉野小一郎：1946年4月 - 1947年3月